# Марко Перкович
Ма́рко Пе́ркович-Томпсон (хорв. Marko Perković Thompson, нар. 27 жовтня 1966 р., Чавоглаве, Хорватія) — популярний хорватський співак і музикант, автор-виконавець пісень патріотичної, любовної та релігійної тематики.

## Життя і діяльність
Марко Перкович народився 27 жовтня 1966 року в селі Чавоглаве в хорватській Далмації, в мальовничому краї Загора. Батьки — Анте і Марія Перковичі. Дитинство провів у рідному селі, де жив разом з матір'ю, дідусем, бабусею та братом Драженом. Батька ж малий Марко бачив дуже рідко, оскільки Анте Перкович тоді працював гастарбайтером у ФРН і приїжджав у Чавоглаве тільки на Різдво та Великдень. Середню школу Марко закінчив у Спліті.
Своє прізвисько, а також назву для гурту — Томпсон (англ. Thompson) Перкович дістав 1991 року від своїх бойових побратимів, коли, у зв'язку з початком хорватської війни за незалежність (1991 - 1995), вступив у Хорватську національну гвардію, де йому як бойову зброю видали однойменний пістолет-кулемет, з яким Марко боронив рідне село від набагато краще оснащеного і озброєного загарбника — керованих сербами підрозділів ЮНА і загонів бойовиків сепаратистської Республіки Сербська Країна.
Саме в той буремний, тривожний час Перкович написав просто на полі бою свій перший хіт «Bojna Čavoglave» (Чавоглавський батальйон), який став символом перших днів війни за незалежність Хорватії і започаткував його музичну кар'єру. Пісня закликає всіх хорватів об'єднатися для боротьби з четниками, щоб ті не захопили рідне село Перковича — Чавоглаве.
1992 року, після успішної оборони рідного села, Перкович починає давати благодійні концерти по всій Хорватії. Тоді ж він записує свій перший альбом «Moli mala». 1994 року Перкович пише ще одну агітаційну пісню — «Anica - Kninska kraljica», в якій закликає хорватів долучатися до боротьби за визволення Книнської Країни.
Щоб підняти моральний дух хорватів під час війни, Марко продовжував писати патріотичні пісні, а 1995 року повернувся в хорватську армію і у складі 142-ї Дрнішської бригади став одним з перших солдатів, які увійшли у визволений Дрниш і Книн під час операції «Буря», що поклала край самопроголошеним республікам Сербська Країна і Західна Боснія. Тоді ж виходить і його другий альбом — «Vrijeme škorpiona».
Наступного після закінчення війни 1996 року Марко Перкович завершує свій третій альбом — «Geni kameni». 1998 року успішно випускає альбом «Vjetar s Dinare», а 2002-го успіх приходить і до альбому «E, moj narode»
2003 року виходить збірка найкращих пісень «Sve najbolje». До 17 раніше написаних композицій додається одна нова — «Ivane Pavle II», присвячена приїзду Папи Римського в Хорватію.
Наступний альбом «Bilo jednom u Hrvatskoj» виходить 8 грудня 2006 р. Продано понад 120 тисяч примірників.
Марко Перкович Томпсон нині один з найпопулярніших співаків у Хорватії.

## Творчість
У піснях Перковича часто трапляються християнські та історичні мотиви, зокрема й елементи фольклору. За його власною заявою, співати потрібно про три великі любові: до Бога, до сім'ї і до батьківщини. І це не порожні слова: найпопулярніші (і оцінені критиками вище за інші) пісні Томпсона — про релігію: «Radost s Visina» («Радість згори»), «Neću izdat ja» («Не зраджу/не здамся»), «Dan dolazi» («День настає»), «Početak» («Першоснова»); про власну родину і рідний край: «Vjetar s Dinare »(«Вітер з Динари»), «Sine Moj» («Сину мій») , «Moj Dida i Ja» («Мій дідусь і я»). 
Найбільше його шанувальників мешкає в сільській глибинці Далмації, Ліки, Герцеговини та Боснії, або і в інших районах, що постраждали від недавньої війни, а також серед мешканців міських районів, які є вихідцями з тих країв. Романтичне уславлення хорватської сільської місцевості (особливо гірської, занедбаної господарською політикою) та відродження народних традицій у своїх піснях, принесли йому ще більшу популярність серед хорватів.
Перкович зізнається, що він прихильник таких послідовних ультракатолицьких гуртів, як «Nightwish», «Iron Maiden», «AC/DC» та «Dream Theater».

## Суперечливість особи
2002 року, на концерті в Осієку Марко Перкович-Томпсон виконав декілька народних пісень, що стосуються років Другої світової війни. Пісні були популярні серед усташів — хорватських поплічників нацистів, які підтримували Третій Райх. Зокрема, в одній з цих пісень — «Jasenovac i Gradiška Stara» — оспівуються дії усташів у концтаборі Ясеноваць, у якому знищувалися серби, євреї та представники інших «расово неповноцінних» народів.
2004 року, після того, як про цю історію стало відомо хорватським журналістам, гурту Перковича було заборонено давати концерт в Амстердамі. Коментуючи заборону, Томпсон сказав:«Не маю нічого проти євреїв, але вони розіп'яли Христа». Перкович також заявив, що він не усташ і не фашист, а патріот. Паралельно з цим він неодноразово схвалював політику, що проводилася в НДХ протягом 1941—1945 рр. Втім, відділення Гельсінської федерації з прав людини в Хорватії звернулося до президента Стіпе Месича з проханням не допускати заборон діяльності Марка Перковича, оскільки це може «послабити демократію».

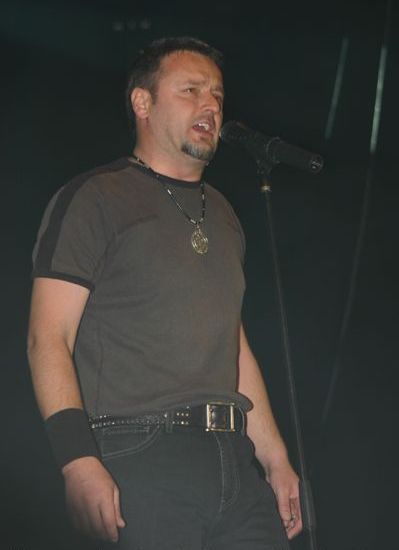
Концерт у Франкфурті 21 квітня 2007 р.

Під час свого концерту у Вуковарі 13 квітня 2007 року Перкович заявив: «Я не можу нікому наказувати, що одягати на мій концерт, і я ніколи нікого не заохочував до носіння кепки або майки з буквою „U“. Мій заклик до всіх цих людей (і що я сказав би і цього вечора, якби побачив [щось подібне до цього]): „Надівайте нагороди переможної хорватської армії за Війну за незалежність“. Сумно, що молодь так заглиблюється в історію і ведеться на пропаганду».
Концертний тур Перковича «Bilo jednom u Hrvatskoj» викликав протести різних єврейських організацій. Отак, наприклад, уряду Німеччини пропонувалося заборонити концерт у Франкфурті через побоювання, що Томпсон може виконати «фашистські» пісні. Коли німецький уряд отримав переклад усіх пісень Перковича, прохання про заборону концерту було негайно відхилено. Схожі проблеми виникали у групи Перковича і в Австралії.
На концерті на стадіоні «Максимір» у Загребі 17 червня 2007 року Перкович іще раз заявив, що він не фашист:«Я часто піддаюся нападкам і звинуваченням, що ми — фашисти, нацисти, і через це ви, хто слухає мою музику, теж. І ми говоримо, що ми не фашисти, нацисти, а хорватські патріоти. Ми кажемо їм, що є цінності, заради яких ми живемо. Були люди, яких ми ніколи не забудемо. І є мрії, які ми ніколи не покинемо. Бо цю країну — нашу Хорватію — було засновано на крові і стражданні цього покоління, переможного покоління!»
На знак схвалення публіка відповіла середньовічним бойовим кличем, популярним сьогодні серед хорватських футбольних фанатів: «U boj, u boj — za narod svoj!» («У бій, у бій — за народ свій!»).

## Особисте життя
У середині 1990-х рр. Марко Перкович перебував у церковному шлюбі з хорватською співачкою Данієлою Мартинович, без юридичного оформлення, але з обрядом одруження в католицькій церкві. Цей шлюб тримався в таємниці. Після того, як вони розлучилися, він попрохав у церкви анулювання шлюбу, що й було йому надано Церковним судом у Спліті 2005 року. Нині Марко одружений із канадською хорваткою Сандрою, з якою він познайомився під час концерту в Канаді. Церковний шлюб із нею зареєстровано 2003 року.
Перкович має п'ятеро дітей: синів Петара (нар. 23 вересня 2003 р.) і Анте (нар. 15 жовтня 2005 р.) та дочок Діву Марію (нар. 3 лютого 2007 р.) і близнючок Катаріну і Цвіту.
Доводиться кумом Мирославу Шкоро і співакові, виконавцю деяких його пісень Мате Буличу.
Живе разом із сім'єю в Загребі.
У грудні 2009 р. Томпсон одержав аудієнцію у папи Бенедикта XVI.

Перкович визнає себе римо-католиком і прибічником крутої політики правих сил, хоча і не пов'язаний з жодною конкретною партією.

## Дискографія

### CD
- 1992 — «Moli mala»
- 1995 — «Vrijeme škorpiona»
- 1996 — «Geni kameni»
- 1998 — «Vjetar s Dinare»
- 2002 — «E, moj narode»
- 2003 — «Sve najbolje» (збірник)
- 2006 — «Bilo jednom u Hrvatskoj»
- 2008 — «Druga strana» (старі хіти в новій обробці)
- 2013 — «Ora et labora»

### DVD
- 2002 — «Koncert Poljud» (обмеженим тиражем)
- 2004 — «Turneja: E, moj narode»
- 2007 — «Turneja: Bilo jednom u Hrvatskoj» (стадіон Максимір)